# Карбид дикобальта
Карбид дикобальта — бинарное неорганическое соединение металла кобальта и углерода с формулой Co2C.

## Получение
- Действие монооксида углерода на кобальт:

{\displaystyle {\mathsf {3Co+CO\ {\xrightarrow {210-230^{o}C}}\ Co_{2}C+CoO}}}
- Действие метана на кобальт:

{\displaystyle {\mathsf {2Co+CH_{4}\ {\xrightarrow {200-440^{o}C}}\ Co_{2}C+2H_{2}}}}

## Физические свойства
Карбид дикобальта образует парамагнитные кристаллы
ромбической сингонии,
пространственная группа P bcn,
параметры ячейки a = 0,436 нм, b = 0,445 нм, c = 0,288 нм, Z = 2.

## Химические свойства
- Разлагается при нагревании:

{\displaystyle {\mathsf {Co_{2}C\ {\xrightarrow {200-275^{o}C,H_{2}}}\ 2Co+C}}}
{\displaystyle {\mathsf {Co_{2}C\ {\xrightarrow {300-370^{o}C,N_{2}}}\ 2Co+C}}}
{\displaystyle {\mathsf {Co_{2}C\ {\xrightarrow {400^{o}C,CO_{2}}}\ 2Co+C}}}